# Wim Vandeven
Wim Vandeven (Geel, 2 mei 1965) is een Belgisch kinesitherapeut, sport- en conditietrainer en voormalig atleet. Hij coacht op het gebied van atletiek en tennisconditie. Hij trainde onder meer de Belgische topatlete Tia Hellebaut.

## Opleiding en loopbaan
Vandeven volgde de Latijn-wiskunde-richting van de humaniora in Leopoldsburg, studeerde vervolgens lichamelijke opvoeding in Hasselt en kinesitherapie in Brussel.
Op topsportniveau deed hij aan hoogspringen. Een knieblessure noodzaakte hem over te stappen naar de 110 m horden. In 1990 werd hij nationaal kampioen, maar schakelde geleidelijk over naar het trainen, omdat hij vond dat hij niet snel genoeg was. In 1992 nam hij definitief afscheid van de wedstrijdsport.
Zijn trainersactiviteiten hadden in eerste instantie een hobbymatig karakter. Beroepsmatig was hij werkzaam als zelfstandig kinesitherapeut (fysiotherapeut). In 2006 gaf hij dit op en werd beroepstrainer in dienst van de Vlaamse Gemeenschap.
In 1997 maakte Vandeven tijdens een training in Herentals kennis met de atlete Tia Hellebaut. Hij werd haar trainer en is sinds 2004 ook haar partner. Ze wonen in Tessenderlo. Op de Olympische Spelen van 2008 in Peking won Hellebaut goud op het onderdeel hoogspringen. Haar sprong van 2,05 m is tevens een nieuw Belgisch outdoorrecord.
In 2007 en 2008 coachte hij ook de Nederlander Wilbert Pennings. Deze is in eigen land nationaal recordhouder. Eveneens traint hij de Nederlanders Marcel van der Westen en Eelco Sintnicolaas en de Belgische atleten François Gourmet, Hans Van Alphen, Sara Aerts en Fanny Smets. Vanaf het najaar van 2008 coachte hij ook hordeloopster Eline Berings, maar aan die samenwerking kwam in september 2010 een eind.
Vandeven hanteert voor het hoogspringen een geheel eigen trainingsaanpak. Volgens hem is niet de lat van belang, maar moet de hoogspringer zich op de grond richten. De aanloop is bepalend en niet het moment waarop men boven de lat zweeft; het gaat om de derde pas voordat men de sprong maakt, aldus Vandeven.

## Privé
Vandeven woont samen met hoogspringster Tia Hellebaut. Samen hebben ze twee dochters en een zoon. Uit een vorige relatie heeft Vandeven ook nog een zoon.

## Belgische kampioenschappen
Outdoor
| onderdeel    | jaar |
| ------------ | ---- |
| 110 m horden | 1990 |

Indoor
| onderdeel   | jaar |
| ----------- | ---- |
| 60 m horden | 1991 |

## Persoonlijk record
- 1991: 110 m horden - 14,06 (veertiende op Belgisch niveau)

## Werk
- 'Hoe hoog leg je de lat? Haal het beste uit jezelf en je werknemers', samen met Tia Hellebaut en Jan Mouton, oktober 2008, 144 p., Lannoo - Tielt, ISBN 978-90-209-7967-1[3]